# 520-ih pr. Kr.
1. tisućljeće pr. Kr.
◄ | 7. stoljeće pr. Kr. | 6. stoljeće pr. Kr. | 5. stoljeće pr. Kr.► | 
◄ | 550-ih pr. Kr. | 540-ih pr. Kr. | 530-ih pr. Kr. | 520-ih pr. Kr. | 510-ih pr. Kr. | 500-ih pr. Kr. | 490-ih pr. Kr. | ►
529. pr. Kr. | 528. pr. Kr. | 527. pr. Kr. | 526. pr. Kr. | 525. pr. Kr. | 524. pr. Kr. | 523. pr. Kr. | 522. pr. Kr. | 521. pr. Kr. | 520. pr. Kr.

## Glavni događaji
- 529. pr. Kr. — Kambiz II., sin Kira Velikog postaje perzijskim kraljem.
- 528. pr. Kr. — Gautama Buddha postiže prosvjetljenje i počinje propovjedati.
- 527. pr. Kr. — Umire atenski tiranin Pizistrat. Nasljeđuje ga njegov sin Hipija.
- 526. pr. Kr. — Psamtik III. nasljeđuje Amazisa II. kao kralj Egipta.
- 526. pr. Kr. — Kralj Liao od Wua dolazi na vlast u kineskoj državi Wu, za vrijeme dinastije Chou.
- 526. pr. Kr. — Kambiz II., vladar Perzije, pobjeđuje Psamtika III. i osvaja Egipat. To se smatra krajem XXVI., i početkom XXVII. egipatske dinastije.
- 525. pr. Kr. (procjena) — Kovanice počinju imati sliku na obje strane.
- 522. pr. Kr. — Smerdis nasljeđuje Kambiza II. kao vladar Perzije.
- 522. pr. Kr. — Babilon diže ustanak protiv perzijske vlasti.
- 521. pr. Kr. — Darije I. nasljeđuje Smerdisa kao vladar Perzije.
- 521. pr. Kr. — Ugušena je babilonska pobuna protiv perzijske vlasti.
- 520. pr. Kr. — Zhou Daowang postaje vladar kineske dinastije Chou, ali umire prije kraja godine.
- 520. pr. Kr. (procjena) — Kleomen I. nasljeđuje Anaksandridu II. kao kralj Sparte.
- 520. pr. Kr. (procjena) — Izrađena je Kora s Hiosa. Danas se čuva u Akropolskom muzeju u Ateni.
- 520/510. pr. Kr. — Izrađena je slika Prijamove žene na fontani, dekoracija na hidriji, koja se danas nalazi u Muzeju lijepih umjetnosti u Bostonu.

## Istaknute ličnosti
- 527. pr. Kr. — Umire Mahavira, vodeći džainski reformator
- 525. pr. Kr. — Umire Anaksimen iz Mileta, grčki filozof
- 525. pr. Kr. — Rođen Eshil, grčki dramatičar
- 525. pr. Kr. — Umire Psamtik III., posljednji vladar XXVI. egipatske dinastije
- 522. pr. Kr. (procjena) — Rođen Pindar, grčki pjesnik
- 520. pr. Kr. — Rođen Pāṇini, drevni indijski gramatičar